# Liten såpnejlika
Liten såpnejlika (Saponaria ocymoides) är en växtart i familjen nejlikväxter från södra Europas bergsområden.
Blomman är rosa eller rosa-lila.
Två underarter erkänns.
- subsp. ocymoides
- subsp. alinsoides från Korsika och Sardinien.

## Synonymer
subsp. ocymoides
- Bootia ocymoides (L.) Neck. ex Reichenbach
- Lychnis ocymoides   (L.) Jessen
- Saponaria ocymifolia Salisbury nom. illeg.
- Saponaria ocymoides var. intermedia Rouy & Foucaud
- Saponaria viscosa Dulac nom. illeg.
- Silene ocymoides (L.) E.H.L.Krause
- Spanizium ocymoides (L.) Grisebach

subsp. alsinoides  (Viviani) Arcangeli 
- Saponaria alsinoides   Viviani
- Saponaria ocymoides var. alsinoides  (Viviani) Nyman
- Saponaria ocymoides var. gracilior  Bertol.
- Saponaria ocymoides var. alsinoides  (Viviani) Gürke